# Chiesa di San Rocco (Corniglio)
La chiesa di San Rocco è un luogo di culto cattolico dalle forme barocche, situato in via Paolo Mori-Lazzari 7 a Sesta Inferiore, frazione di Corniglio, in provincia e diocesi di Parma; è sede di una parrocchia compresa nella zona pastorale della Montagna.

## Storia
Il luogo di culto fu edificato nel 1529 per volere della famiglia Faggi, quale oratorio dipendente dalla parrocchiale di Mossale.
Il 9 dicembre 1656 la chiesa fu eretta a sede parrocchiale autonoma a opera del vescovo di Parma Carlo Nembrini; in tale circostanza il sacerdote Giacomo Faggi rinunciò, a nome della famiglia, alla proprietà dell'edificio e gli abitanti di Sesta si impegnarono a occuparsi finanziariamente della manutenzione del tempio, che in quel periodo fu probabilmente modificato e ampliato.
Verso la metà del XX secolo la chiesa fu sottoposta a vari interventi, a partire dal 1941, quando fu sostituita la pavimentazione interna; tra il 1960 e il 1970 gli intonaci esterni furono rifatti e la facciata subì alcuni cambiamenti, con l'aggiunta di un balcone sotto il campanile a vela, raggiungibile attraverso una scala alla marinara; inoltre, nel 1963 le pareti e i soffitti all'interno furono parzialmente modificati e decorati con un ciclo di affreschi dal pittore Walter Madoi.
Tra il 2010 e il 2011 il luogo di culto fu interessato da altre opere, che riguardarono gli esterni, ove furono rimossi gli intonaci e le incongrue aggiunte di 50 anni prima.
Negli anni seguenti gli affreschi interni, ormai deteriorati, furono restaurati in più riprese: tra il 2016 e il 2018 fu risistemata la parete sud, mentre tra il 2019 e il 2020 il cantiere si spostò su quella nord e sul soffitto della navata.

## Descrizione

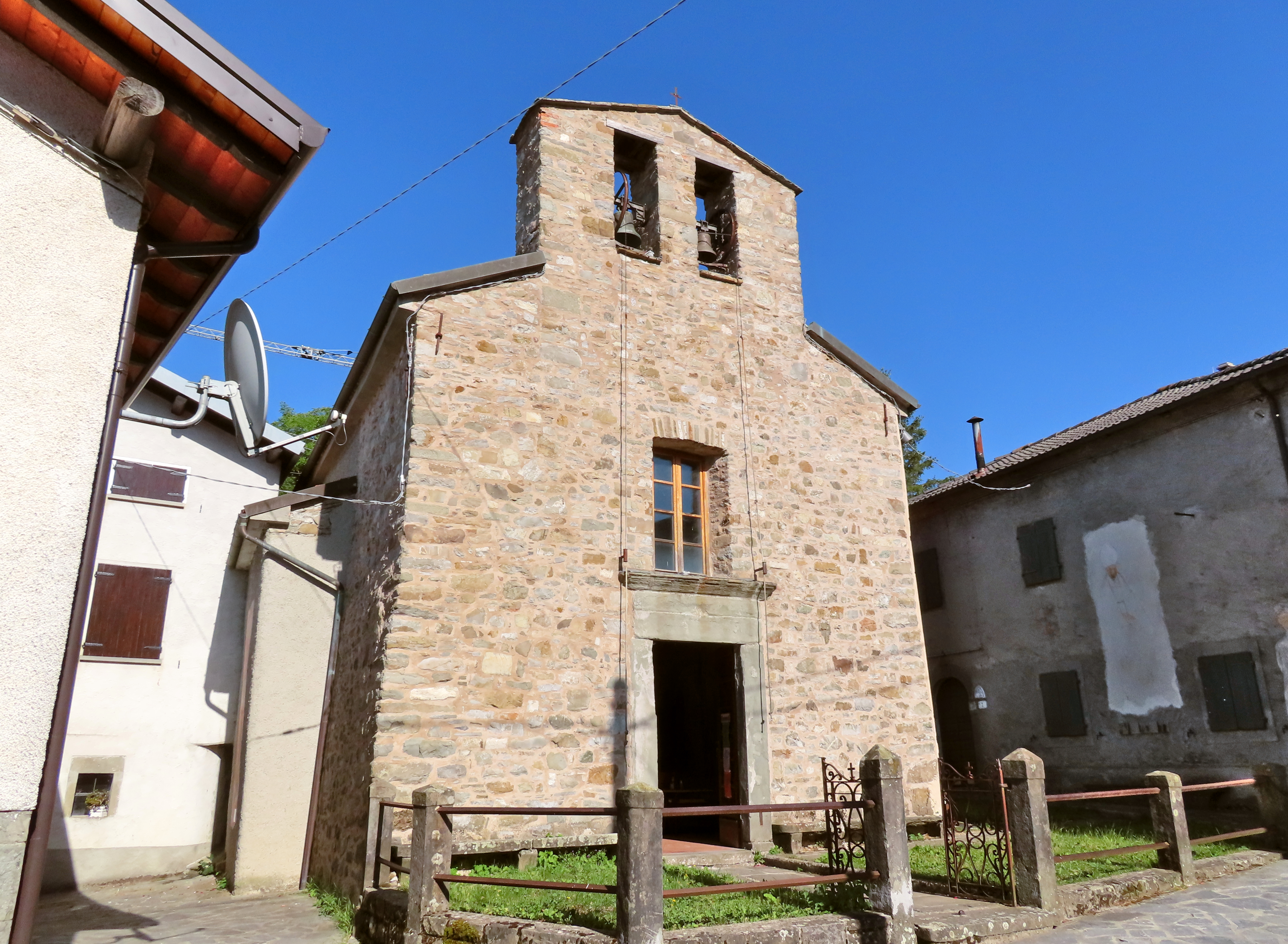
Facciata e lato nord

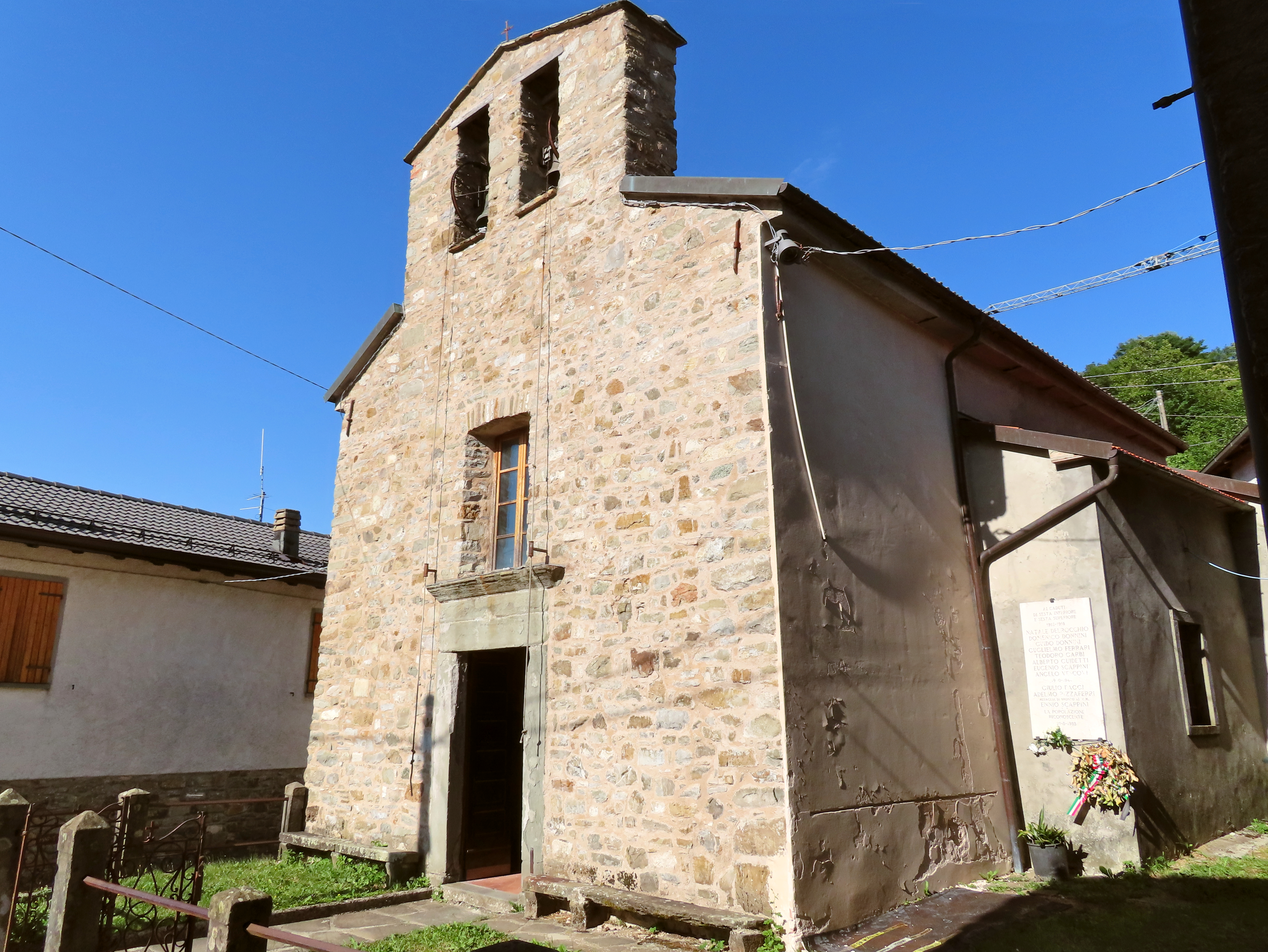
Facciata e lato sud

La chiesa si sviluppa su un impianto a navata unica affiancata da una cappella sul lato sinistro, con ingresso a ovest e presbiterio a est.
La semplice e simmetrica facciata a capanna, rivestita in pietra come gran parte dell'edificio, è caratterizzata dalla presenza dell'ampio portale d'ingresso centrale, delimitato da una cornice e sormontato da un architrave in aggetto, sopra il quale si apre una finestra ad arco ribassato; a coronamento si staglia nel mezzo un grande campanile a vela, con due celle contenenti piccole campane.
Dai fianchi, sormontati dal cornicione in aggetto, aggettano i bassi volumi dei locali annessi, illuminati da finestrelle irregolari.

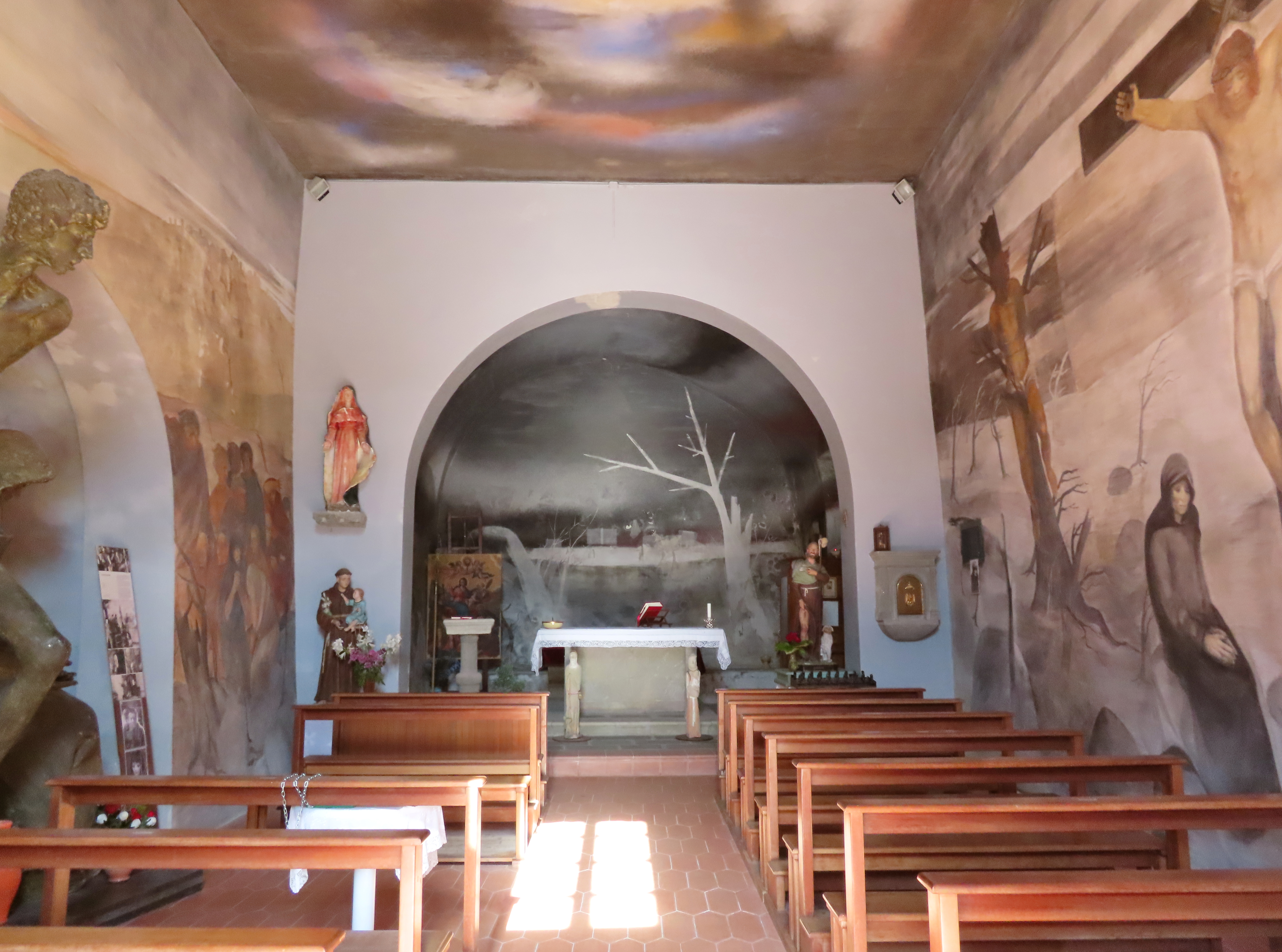
Navata

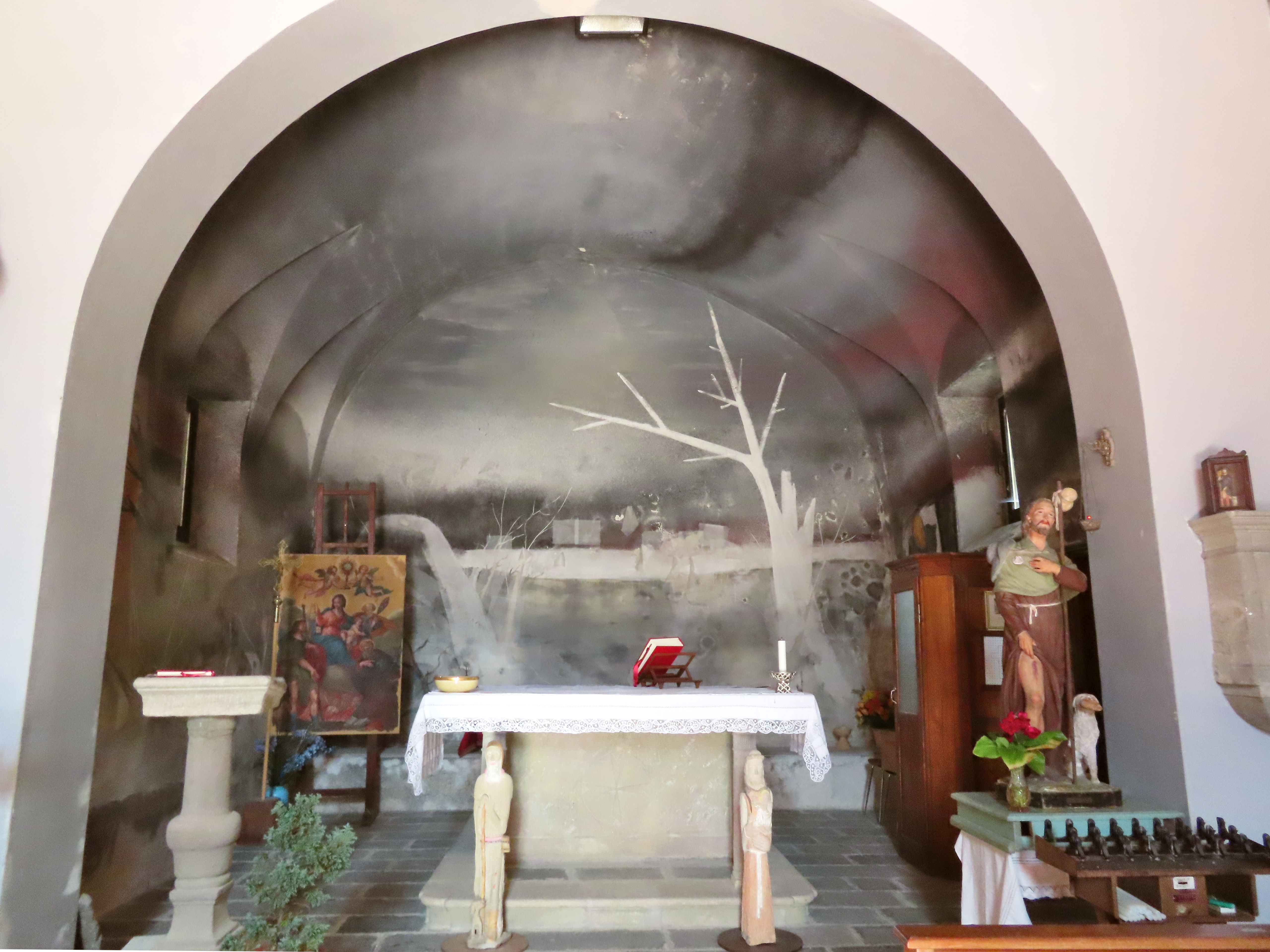
Presbiterio

All'interno la navata, coperta da un soffitto piano in laterocemento che nasconde le antiche capriate lignee, è affiancata sulla sinistra da un'ampia arcata a tutto sesto, attraverso la quale si affaccia la cappella laterale voltata a botte; al suo interno è collocata una grande statua in gesso raffigurante La Sofferenza, realizzata da Walter Madoi verso il 1975.
Il presbiterio, lievemente sopraelevato, è preceduto dall'arco trionfale, alla cui sinistra è collocata su una mensola una statua in gesso rappresentante la Madonna, eseguita da Madoi; l'ambiente, coronato da una volta a botte lunettata e illuminato da due finestre laterali, ospita nel mezzo l'altare maggiore a mensa in arenaria, aggiunto intorno al 1980.

### Affreschi

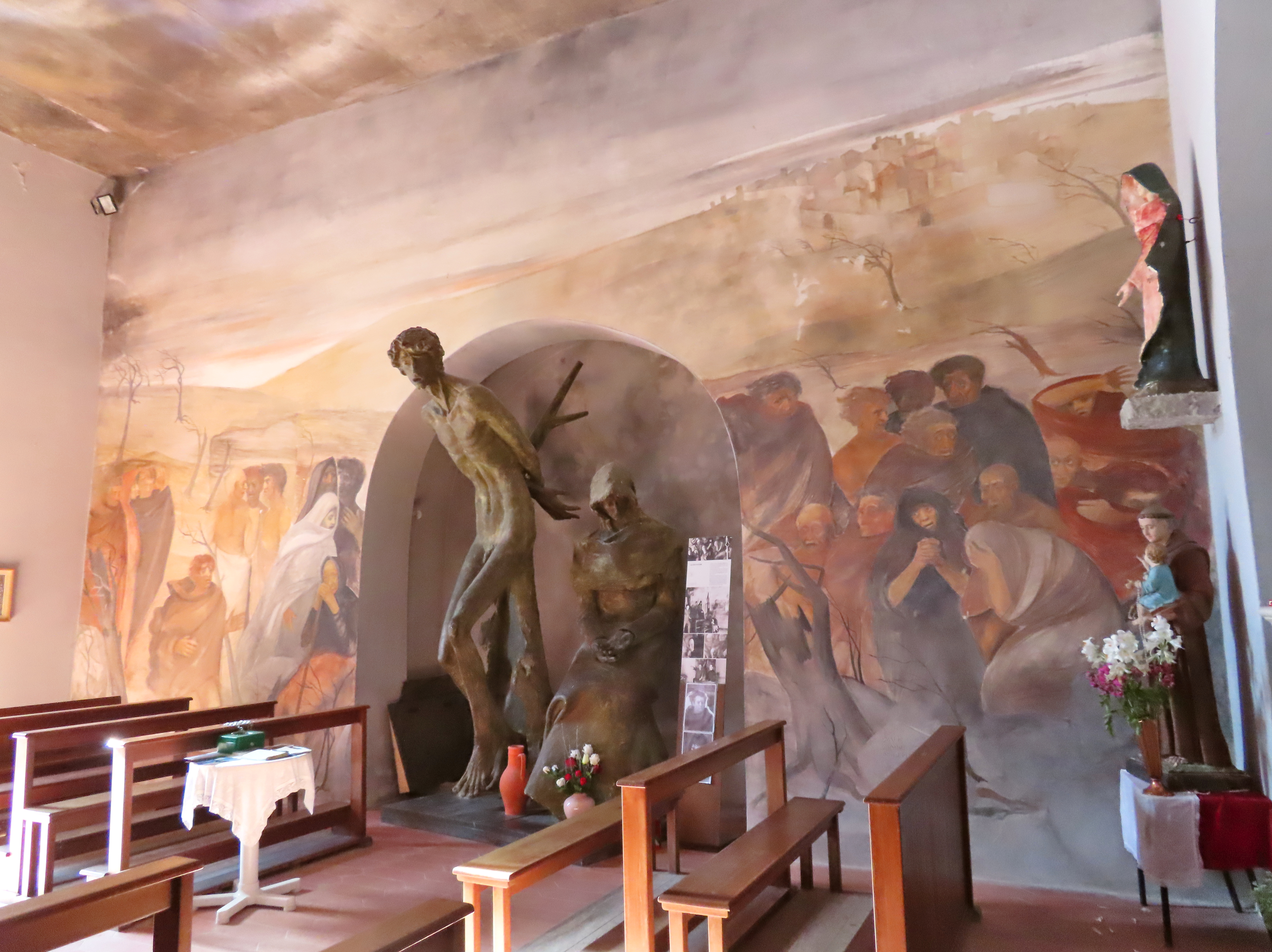
Parete sinistra della navata

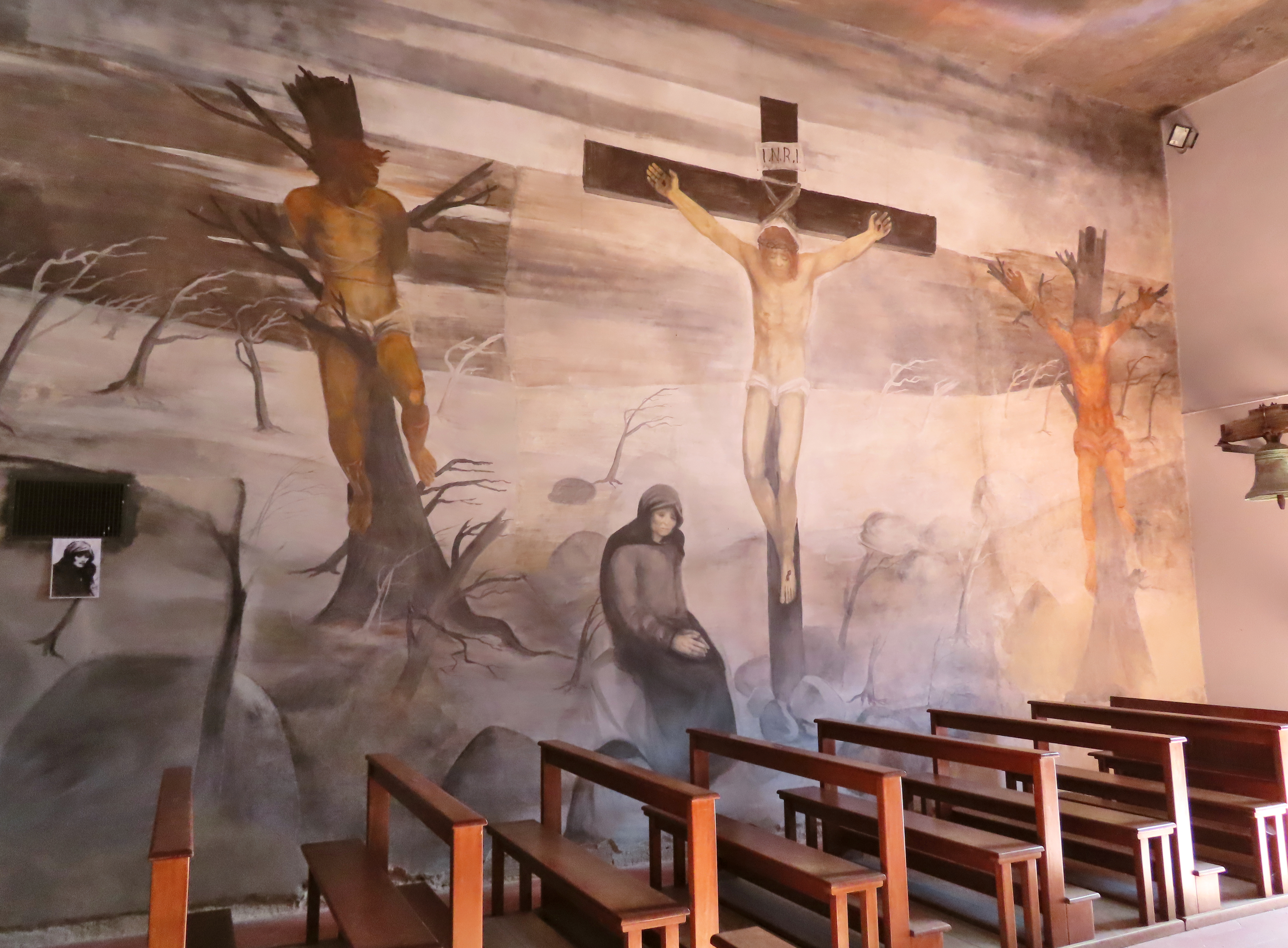
Parete destra della navata

La chiesa accoglie un ciclo di affreschi, che, realizzati dal pittore Walter Madoi nel 1963 e dedicati alla Passione e alla Risurrezione di Gesù, ricoprono circa 350 m², occupando l'intero presbiterio, le due pareti laterali della navata e il suo soffitto piano.
Il dipinto che ricopre tutta la parete destra dell'aula rappresenta la Crocefissione: in un desolato paesaggio invernale, al centro è collocato Gesù in croce, con la madre seduta tristemente ai suoi piedi, mentre ai lati si trovano, crocifissi su due alberi, i ladroni, uno con sguardo speranzoso e l'altro con espressione sgomenta.
L'affresco che occupa il muro opposto, ai lati della cappella centrale, raffigura una folla che osserva sconvolta la scena di fronte; sullo sfondo, dietro alle persone i cui tratti del volto furono ripresi dagli abitanti di Sesta, si ritrova un desertico paesaggio autunnale, collegato a quello della parete opposta attraverso il cielo plumbeo riprodotto sul soffitto.
Il dipinto che ricopre le superfici verticali e la volta a botte lunettata del presbiterio rappresenta un funereo paesaggio dominato dai colori scuri, ma al centro della parete di fondo è posta una luce, simbolo della risurrezione; sulle due pareti laterali sono inoltre raffigurate due persone: sulla destra il vescovo di Parma Evasio Colli e sulla sinistra il pittore Walter Madoi, in un autoritratto.